# منطقه شیگا، شیگا

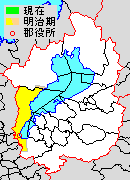
به رنگ زرد در نقشه

منطقه شیگا، شیگا (به ژاپنی: 滋賀郡، Shiga-gun)، یکی از شهرستان‌های ژاپن در استان شیگا در ژاپن بود.